# پلاتسبرگ (میزوری)
پلاتسبرگ (به انگلیسی: Plattsburg) یک شهر در ایالات متحده آمریکا است که در شهرستان کلینتون، میزوری واقع شده‌است. پلاتسبرگ ۹٫۴۰ کیلومتر مربع مساحت و ۲٬۳۱۹ نفر جمعیت دارد و ۲۸۹ متر بالاتر از سطح دریا قرار دارد.